# Duchés royaux en Angleterre
Les duchés royaux en Angleterre (royal duchies) sont deux duchés servant d'apanages au souverain britannique ainsi qu'à son prince héritier,.
Les deux duchés royaux existant actuellement sont le duché de Lancastre dont les revenus sont affectés au souverain, et le duché de Cornouailles dont les revenus sont affectés au prince héritier.

## Duchés

### Cornouailles

Armoiries du duché de Cornouailles

Le duché de Cornouailles fut établi en 1337 par le roi Édouard III comme apanage pour le prince héritier Jean de Gand,.

### Lancastre

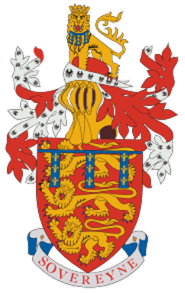
Armoiries du duché de Lancastre

Le duché de Lancastre fut établi en 1399 pour fournir au souverain une source de revenus indépendante.

## Statut légal

### Droit
Ces deux duchés sont des "corps de la Couronne" dotés de la personnalité légale. Ils sont exemptés d’impôts. Les revenus sont considérés comme privés et donc revenant aux titulaires des duchés.
Lors du transfert du Crown Estate au Trésor britannique en 1760, ces deux duchés furent exemptés.
Leur statut est décrit dans le Duchies of Lancaster and Cornwall (Accounts) Act 1838 (en).
Il s'agit de titres auxquels sont attachés des majorats dont les titulaires des titres n'ont que l'usufruit. Ces porte-feuilles de propriétés sont gérés par des conseils indépendents.

### Débat
Le caractère de ces duchés, à la fois de droit public quant à la nature des biens de ces corporations et de droit privé quant au statut patrimonial fait débat.
Au cours des siècles, plusieurs députés ont proposé que les biens de ces duchés soient intégrés dans le domaine public.
En 1649, bien qu'ils aient été considérés comme étant privés, ces deux duchés furent saisis par Oliver Cromwell mais furent restitués à la famille royale lors de la Restauration Stuart.
Aussi bien la reine Victoria, Édouard VII et George V firent face à des demandes du Parlement et de leurs ministres de faire transférer au Trésor public les revenus de ces duchés. Sous Édouard VIII, Clement Attlee, chef de l'opposition travailliste, proposa à la famille royale de nationaliser les revenus. En 1972, une proposition de loi fut défaite ; près de 100 parlementaires votèrent pour.